# Hector Rolland
Hector Rolland (ur. 25 grudnia 1911 w Neuilly-sur-Seine, zm. 7 marca 1995 w Avermes) – francuski polityk i przedsiębiorca, wieloletni deputowany krajowy, od 1983 do 1984 poseł do Parlamentu Europejskiego I kadencji.

## Życiorys
Jako noworodek został porzucony na ulicy w Neuilly-sur-seine. Adoptowany przez parę rolników z Varennes-lès-Narcy, Louisa i Honorine Hotte. Początkowo pracował jako rolnik i mechanik, następnie działał jako handlarz m.in. perfum, wieńców, drewna i węgla. Od 1959 prowadził jako dealer salony marek Berliet i Mercedes Benz. Działał także w organizacjach gospodarczych zrzeszających małych i średnich przedsiębiorców oraz w ruchu merów miast. Tworzył poezję w formie aleksandrynów, opublikował jedną książkę wspomnieniową.
Od 1941 aktywny w antyhitlerowskim ruchu oporu, od tego czasu pozostawał gaullistą. Od początku lat 60. działał kolejno w Unii na rzecz Nowej Republiki, Unii Demokratów na rzecz Republiki oraz Zgromadzeniu na rzecz Republiki, występował zwłaszcza jako zdecydowany przeciwnik aborcji. W latach 1968–1981 i 1986–1988 zasiadał w Zgromadzeniu Narodowym łącznie przez cztery kadencje. Był ponadto radnym regionalnym i od 1971 do 1989 merem Moulins. W październiku 1983 uzyskał mandat w Parlamencie Europejskim, gdzie zastąpił Jeana Mouchela. Przystąpił do frakcji Europejskich Postępowych Demokratów. Po wyborach z 1986 powrócił do krajowego parlamentu, jednak po skonfliktowaniu się z władzami RPR nie kandydował w kolejnych wyborach. Pod koniec życia podjął współpracę ze środowiskiem Frontu Narodowego.
Był tenisistą i pływakiem. Jego imieniem nazwano kompleks sportowy w Moulins.